# Charles de Montigny
Louis Charles de Montigny (1805–1868) là nhà ngoại giao người Pháp hoạt động tại châu Á vào thế kỷ 19.
Ông là tổng tài người Pháp đầu tiên tại Thượng Hải từ 23 tháng 1 năm 1848 đến 10 tháng 6 năm 1853. Ông đã thành lập Thượng Hải Pháp Tô Giới (tiếng Pháp: Concession française de Changhaï) vào năm 1849.
Năm 1856, de Montigny được cử làm đại diện của Pháp đến với vua Rama IV của Thái Lan. Một hiệp ước đã được ký vào ngày 15 tháng 8 năm 1856 nhằm tạo thuận lợi cho thương mại, bảo đảm tự do tôn giáo và cho phép sự tiếp cận của các tàu chiến Pháp đến Băng Cốc.
Từ Thái Lan, de Montigny đến Việt Nam năm 1857 để yêu cầu thành lập một lãnh sự quán ở Huế, cho phép tự do thương mại và giảng đạo, và đồng thời chấm dứt cuộc bức hại người Công giáo tại nước này tuy nhiên các yêu cầu này đã bị triều đình Việt Nam bác bỏ. Khi sứ mệnh của Montigny thất bại, Napoléon III quyết định đưa 3.000 quân đến Việt Nam, dẫn đến việc Đà Nẵng bị chiếm bởi Rigault de Genouilly chỉ huy vào ngày 1 tháng 9 năm 1858.
Charles de Montigny đã một lần nữa trở thành Chủ tịch Hội đồng Thành phố tại Thượng Hải vào ngày 1 tháng 5 năm 1862. Từ năm 1863 đến 1868, ông là Tổng tài Pháp tại Thiên Tân, và đã qua đời tại đây năm 1868.